# Damenbundesliga 2012 (Football)
Die Damenbundesliga (DBL) 2012 war die 21. Saison in der höchsten Spielklasse des American Football in Deutschland für Frauen. Das erste Spiel der Saison 2012 bestritten die Berlin Kobra Ladies gegen die Kiel Baltic Hurricanes Ladies am 29. April um 15 Uhr in Berlin.
Die DBL-Saison 2012 wurde von April bis September ausgetragen. Im Anschluss an die reguläre Saison fanden die Play-offs statt, in denen die Teilnehmer des Ladiesbowl XXI ermittelt wurden.
Im Finale standen sich letztendlich die erst- und zweitplatzierten der Gruppe A gegenüber. Der Ladiesbowl XXI wurde am 23. September in Frankfurt (Oder) ausgetragen. Am Ende setzten sich die Berlin Kobra Ladies deutlich gegen die Düsseldorf Blades mit 58:22 durch und gewannen ihre sechste Deutsche Meisterschaft.

## Modus
In der Saison 2012 traten insgesamt zehn Teams in zwei Gruppen an (jeweils fünf Teams pro Gruppe). Jede dieser Gruppen trägt ein doppeltes Rundenturnier aus, wobei jedes Team einmal das Heimrecht genießt. Nach jeder Partie erhält die siegreiche Mannschaft zwei und die besiegte null Punkte. Bei einem Unentschieden erhält jede Mannschaft einen Punkt. Die Punkte des Gegners werden als Minuspunkte gerechnet. Nach Beendigung des Rundenturniers wird eine Rangliste ermittelt, bei der zunächst die Anzahl der erzielten Punkte entscheidend ist. Bei Punktgleichheit entscheidet der direkte Vergleich.
Nach dem Rundenturnier spielen die jeweils besten zwei Mannschaften in einer Play-off-Phase um die deutsche Meisterschaft.
In den Play-offs um die Meisterschaft wird über Kreuz gespielt. Das heißt, der Gruppenerste spielt gegen den Zweiten der jeweils anderen Gruppe in einem Halbfinale. Entsprechend spielt der Gruppenzweite gegen den Ersten der jeweils anderen Gruppe. Hierbei genießen die Gruppenersten jeweils Heimrecht. Die siegreichen Teams treten im Finale gegeneinander an. Die Sieger der beiden Halbfinals treten im Ladiesbowl XXI gegeneinander an.
Da nur fünf Teams pro Gruppe spielten, gab es keine Abstiegsplätze.

## Teams
In der Gruppe A haben die folgenden Teams am Ligabetrieb teilgenommen:
- Berlin Kobra Ladies
- Bochum Miners (Aufsteiger aus der DBL2)
- Düsseldorf Blades
- Hamburg Amazons
- Kiel Baltic Hurricanes Ladies (Aufsteiger aus der DBL2)

In der Gruppe B haben die folgenden Teams am Ligabetrieb teilgenommen:
- Crailsheim Hurricanes
- Köln Falconets
- Mainz Golden Eagles Ladies (Aufsteiger aus der DBL2)
- Munich Cowboys Ladies
- Mülheim Shamrocks

## Reguläre Saison

### Saisonverlauf
Die reguläre Saison begann am 29. April 2012 und endete am 23. September 2012.
In der Saison 2012 kamen drei Teams in die Damenbundesliga dazu. Die Kiel Baltic Hurricanes Ladies und die Bochum Miners rückten in die DBL Gruppe A nach, sowie die Mainz Golden Eagles Ladies, die in die Gruppe B nachrückten. Für eine ausgeglichene Anzahl und Stärke der Teams pro Gruppe wechselten Köln und Mülheim in die Gruppe B und Berlin in die Gruppe A.
In der Gruppe A wurden die Düsseldorf Blades mit sieben Siegen und einem Unentschieden Gruppensieger und trafen im Halbfinale auf die Köln Falconets. Das Halbfinale konnten sie mit einem 58:14-Sieg für sich entscheiden und zogen in den Ladiesbowl XXI ein. Gruppenzweiter wurden die deutschen Meister des Vorjahres, die Berlin Kobra Ladies.
In der Gruppe B wurden die Crailsheim Hurricanes ungeschlagen mit acht Siegen Gruppensieger und trafen im Halbfinale auf die Berlinerinnen. Der amtierende Meister aus Berlin gewann am Ende mit 44:20 und zog in das Finale ein. Gruppenzweiter wurden die Köln Falconets.
Der Ladiesbowl XXI fand am 23. September 2012 im Fritz-Lesch-Sportpark in Frankfurt (Oder) statt. Von den beiden regulären Saisonspielen, die Düsseldorf und Berlin gegeneinander gespielt hatten, gewann Düsseldorf eins, während das zweite in einem Unentschieden endete. Mit einem deutlichen Unterschied von 36 Punkten konnten die Berlin Kobra Ladies am Ende das Finale mit 58:22 für sich entscheiden und den sechsten deutschen Meistertitel in Folge feiern.

### Abschlusstabelle
| Gruppe A | Gruppe A                      | Gruppe A | Gruppe A |    | Gruppe B                   | Gruppe B | Gruppe B | Gruppe B |
| #        | Team                          | Punkte   | TD       | #  | Team                       | Punkte   | TD       |          |
| -------- | ----------------------------- | -------- | -------- | -- | -------------------------- | -------- | -------- | -------- |
| 1.       | Düsseldorf Blades             | 15:10    | 247:040  | 1. | Crailsheim Hurricanes      | 16:00    | 264:113  |          |
| 2.       | Berlin Kobra Ladies           | 13:30    | 428:050  | 2. | Köln Falconets             | 10:60    | 155:130  |          |
| 3.       | Kiel Baltic Hurricanes Ladies | 07:90    | 079:273  | 3. | Mülheim Shamrocks          | 06:10    | 082:161  |          |
| 4.       | Bochum Miners                 | 05:11    | 073:304  | 4. | Munich Cowboys Ladies      | 05:11    | 129:138  |          |
| 5.       | Hamburg Amazons               | 00:16    | 000:160  | 5. | Mainz Golden Eagles Ladies | 03:13    | 114:202  |          |

Erläuterungen: Qualifikation für die Play-offs
Stand: 23. September 2012 (Saisonende)

## Play-offs
|  | Halbfinale | Halbfinale            | Halbfinale |  |  | Ladiesbowl XXI | Ladiesbowl XXI      | Ladiesbowl XXI |
|  |            |                       |            |  |  |                |                     |                |
|  |            |                       |            |  |  |                |                     |                |
|  | A1         | Düsseldorf Blades     | 58         |  |  |                |                     |                |
|  | B2         | Köln Falconets        | 14         |  |  |                |                     |                |
|  |            |                       |            |  |  | A1             | Düsseldorf Blades   | 22             |
|  |            |                       |            |  |  | A2             | Berlin Kobra Ladies | 58             |
|  | B1         | Crailsheim Hurricanes | 20         |  |  |                |                     |                |
|  | A2         | Berlin Kobra Ladies   | 44         |  |  |                |                     |                |
|  |            |                       |            |  |  |                |                     |                |

### Halbfinale
|  |                                 |  | Halbfinale        |                           |                |  |                            |
|  | Düsseldorf 08.09.2012 15:00 Uhr |  | Düsseldorf Blades | \| \| 58 : 14 \| \| \| \| | Köln Falconets |  | Sportanlage Uni Düsseldorf |
|  | Düsseldorf 08.09.2012 15:00 Uhr |  | Düsseldorf Blades |                           | Köln Falconets |  | Sportanlage Uni Düsseldorf |
|  | 58 : 14                         |  |                   |                           |                |  |                            |
|  |                                 |  |                   |                           |                |  |                            |

|                        |                                 |  |                       |                           |                      |  |              |
|                        | Crailsheim 08.09.2012 13:00 Uhr |  | Crailsheim Hurricanes | \| \| 20 : 44 \| \| \| \| | Berlin Kobras Ladies |  | Titans-Field |
| (0:22, 12:6, 8:8, 0:8) | Crailsheim 08.09.2012 13:00 Uhr |  | Crailsheim Hurricanes |                           | Berlin Kobras Ladies |  | Titans-Field |
|                        | 20 : 44                         |  |                       |                           |                      |  |              |
|                        |                                 |  |                       |                           |                      |  |              |

### Ladiesbowl
|                         |                             |  | Ladiesbowl XXI    |                           |                     |  |                       |
|                         | Frankfurt (Oder) 23.09.2012 |  | Düsseldorf Blades | \| \| 22 : 58 \| \| \| \| | Berlin Kobra Ladies |  | Fritz-Lesch-Sportpark |
| (0:16, 8:28, 14:8, 0:6) | Frankfurt (Oder) 23.09.2012 |  | Düsseldorf Blades |                           | Berlin Kobra Ladies |  | Fritz-Lesch-Sportpark |
|                         | 22 : 58                     |  |                   |                           |                     |  |                       |
|                         |                             |  |                   |                           |                     |  |                       |